# Арабконак
Арабконак, Араб-Конак, Орханийский (Арабконакский) перевал (болг. Арабаконашки проход), Ботевградский перевал (Ботевградски проход) — перевал через горную систему Стара-Планина, между хребтами Мургаш и Этропольский Балкан, соединяющий болгарскую столицу Софию с Ботевградом (Орханиэ) в Северной Болгарии. 
С перевалом связаны события болгарской истории: 
- 22 сентября 1872 года группа болгарских заговорщиков во главе с Димитрием Общим атаковала правительственный турецкий почтовый конвой, перевозивший крупную денежную сумму.
- 21 ноября (3 декабря) 1877 году в ходе русско-турецкой войны произошел бой у Арабконака. Эпизод был связан с осадой Плевны.
- 13 апреля 1925 года болгарские анархисты-четники (Васил Икономов, Васил Попов-Героя, Нешо Тумангелов, Нешо Мандулов и Антон Ганчев) совершили нападение на автомобиль царя Бориса III. Телохранитель царя и сотрудник Музея натуральной истории были убиты, шофёр ранен. Царь Борис попытался взять управление машиной, но не справился с ней, и автомобиль врезался в телеграфный столб.

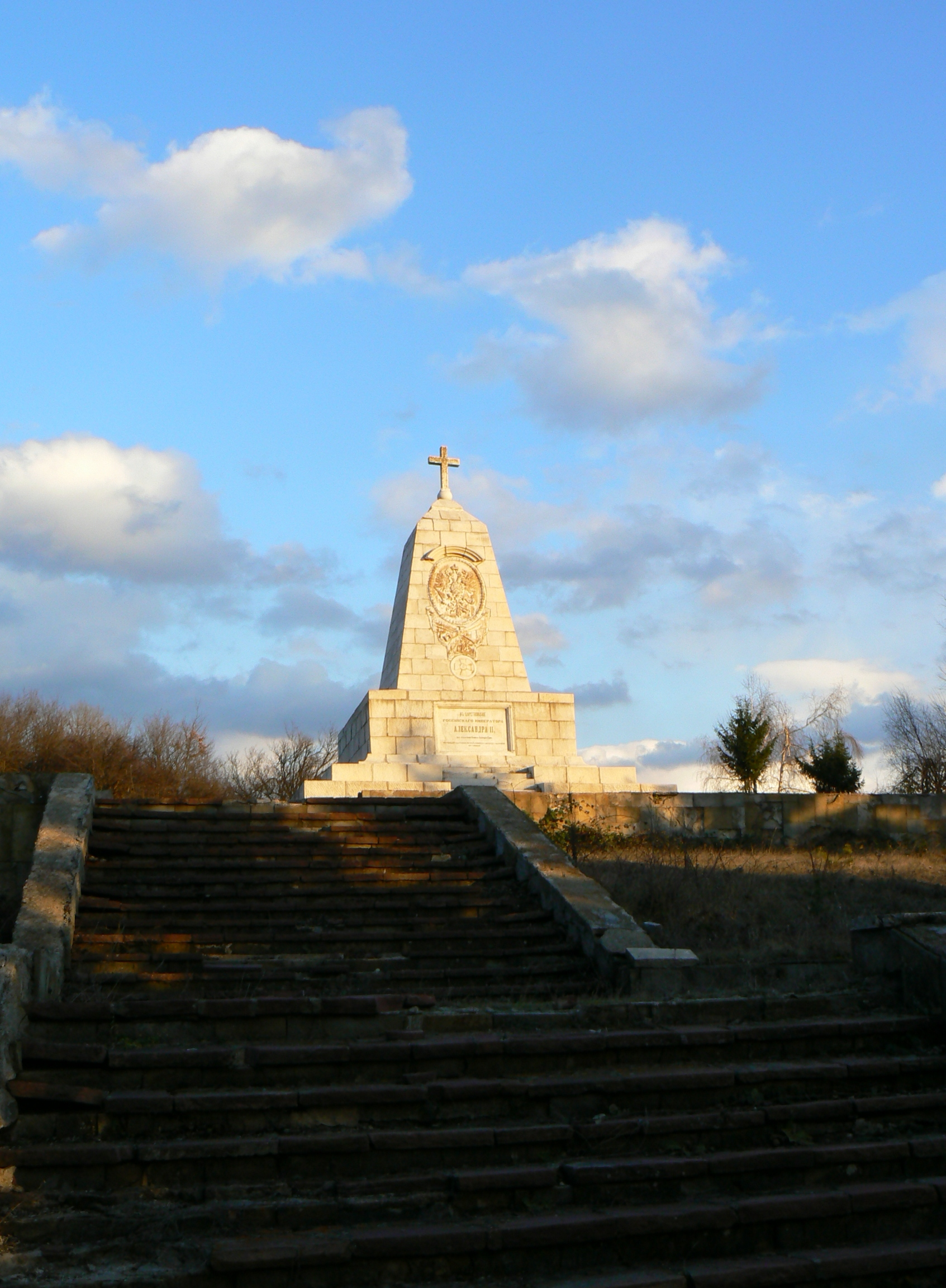

Памятник победы 21 ноября 1877 года в битве при Арабаконаке и 19 декабря 1877 года в битве при Ташкесене (Саранчи) установлен на перевале Арабаконак на одноимённой вершине.